# William Eschmeyer
William Neil Eschmeyer (11 tháng 02 năm 1939 – 30 tháng 12 năm 2024) còn được gọi là Bill Eschmeyer, là một nhà ngư học người Mỹ, chuyên ngành hệ thống học và phân loại ngư loại. Ông là người sáng lập, biên tập, phát triển cơ sở dữ liệu và cũng là nguồn tham khảo quan trọng về cá trên thế giới Catalog of Fishes. Cơ sở dữ liệu này được chủ trì bởi Viện Hàn lâm Khoa học California và có sẵn cả trực tuyến lẫn in ấn. Ông còn là tác giả chính của Hệ thống Eschmeyer với Ronald Fricke và Jon David Fong, một trong các hệ thống phân loại cá được sử dụng phổ biến nhất trong nghiên cứu ngư loại ở Việt Nam. Công trình của Eschmeyer đã trở thành nguồn chính cho các cơ sở dữ liệu như FishBase và Hệ thống Thông tin Phân loại Tích hợp, ông cũng tham gia chỉnh sửa dữ liệu phân loại và thư mục thủy học trong cơ sở dữ liệu của ZooBank.
Eschmeyer còn là giám tuyển (curator) danh dự của Viện Hàn lâm Khoa học California tại San Francisco, California và là nghiên cứu viên Bảo tàng Lịch sử Tự nhiên Florida, Gainesville, Florida.

## Công trình khoa học
Những loài cá sau đây được đặt theo tên Eschmeyer để vinh danh ôngː
Eschmeyer nexus.
Rhinopias eschmeyeri, một loài cá Mù làn từ Ấn Độ Duơng - Tây Thái Bình Dương.
Cá Mù làn Phenacoscorpius eschmeyeri Parin & Mandritsa, 1992.
Cá Đá Trachyscorpia eschmeyeri Whitley, 1970.
Scorpaenopsis eschmeyeri J. E. Randall & D. W. Greenfield, 2004.
Cá Dao Apteronotus eschmeyeri de Santana, Maldenado-Ocampo, Severi & G. N. Mendes, 2004.